# Gốm Khmer

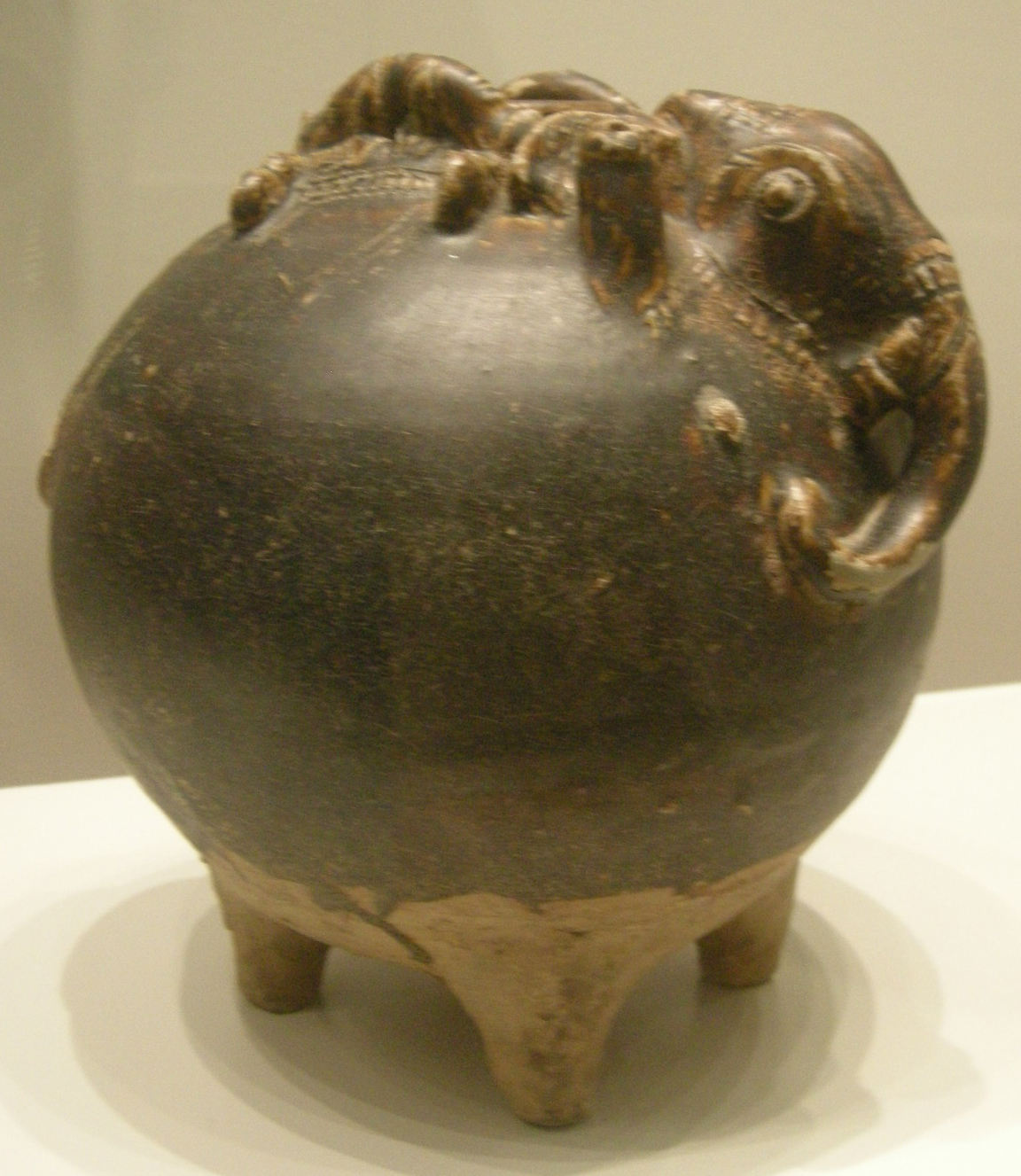
Chum hình voi, có niên đại từ thế kỷ 11-12

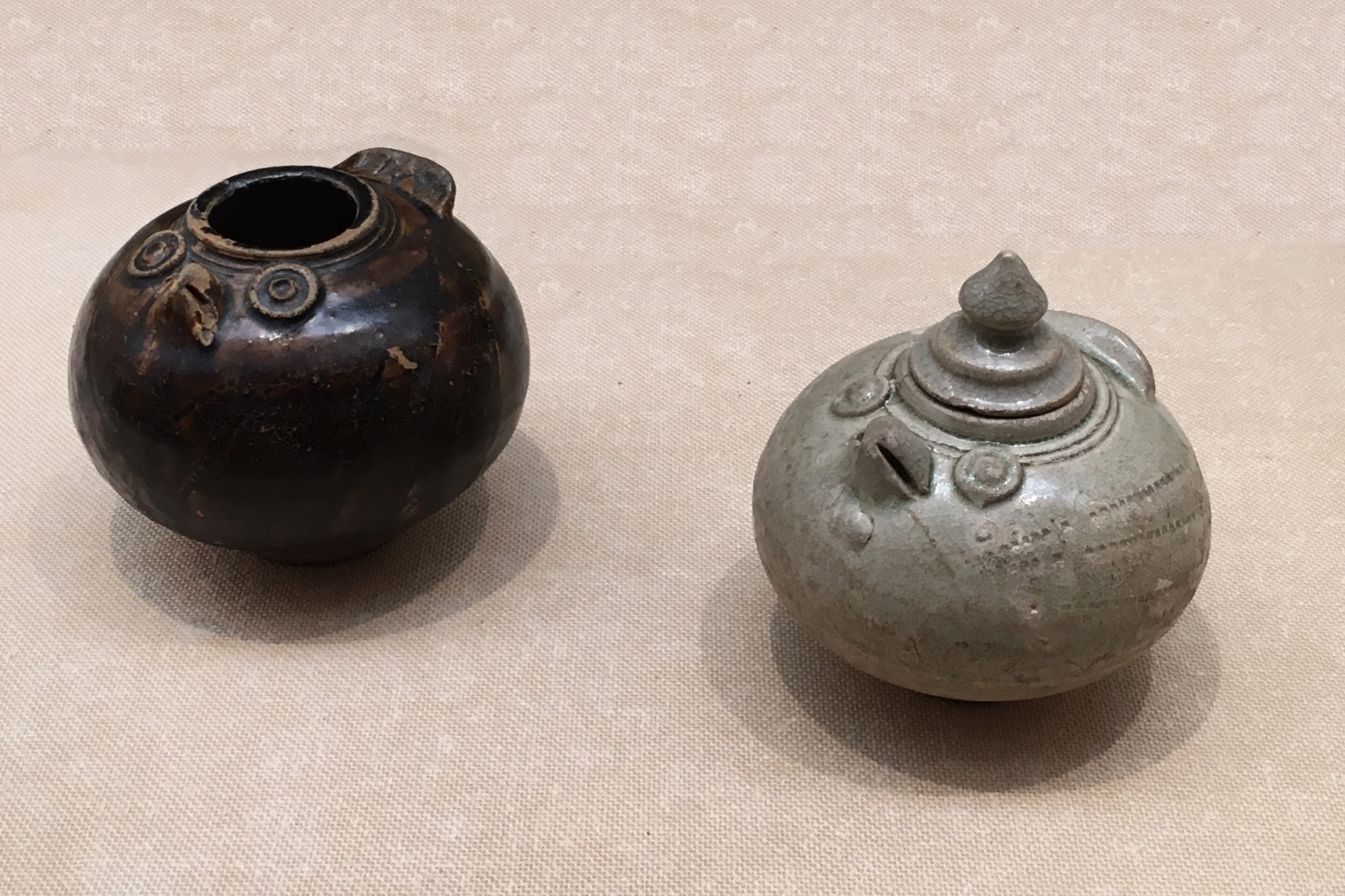
Chum nhỏ hình chim, thế kỷ 11-13

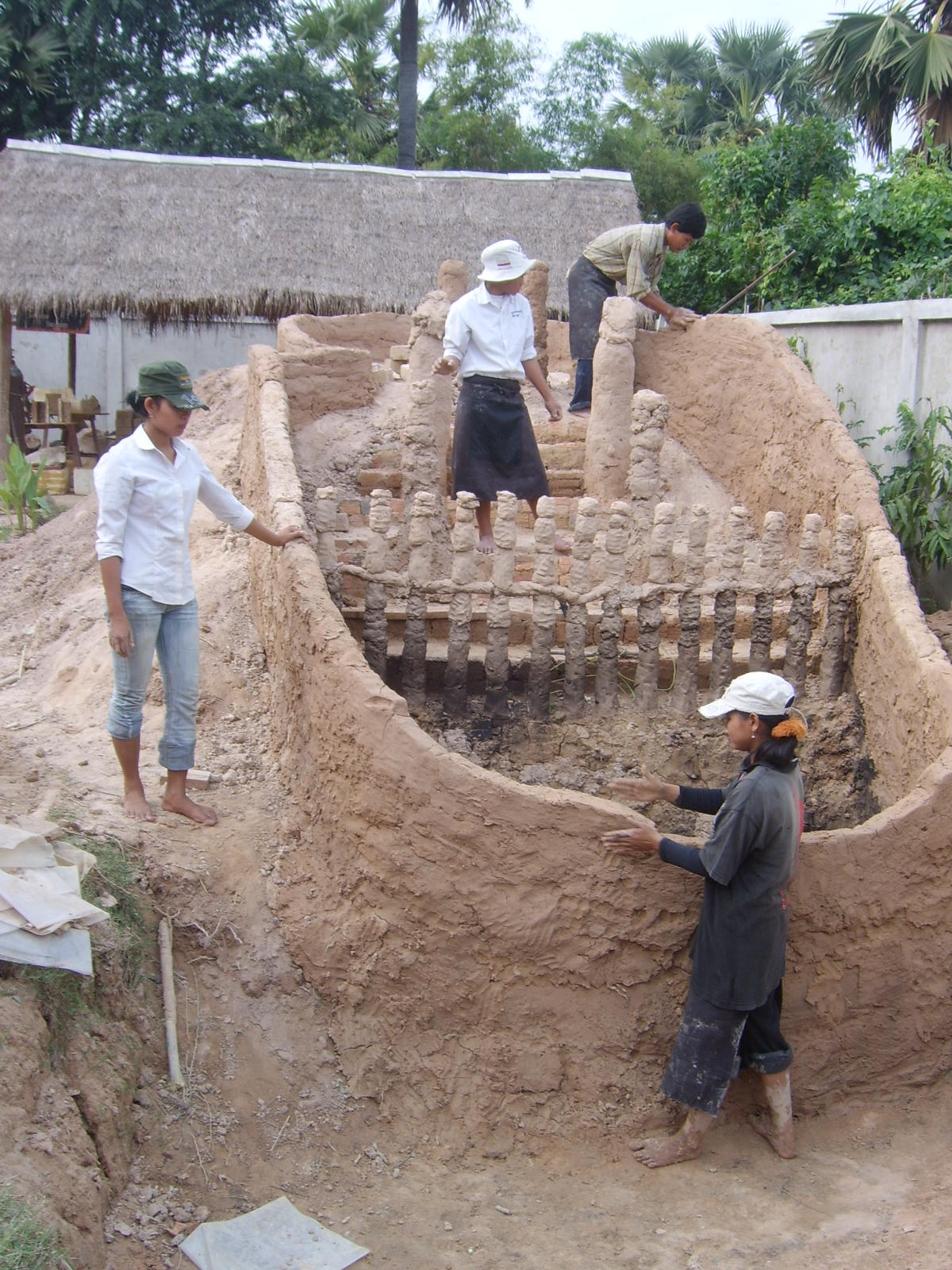
Xây dựng lò nung tại Trung tâm Gốm sứ & Mỹ thuật Khmer

Gốm Khmer đề cập đến nghệ thuật gốm và đồ gốm được thiết kế hoặc sản xuất như một loại hình nghệ thuật Khmer. Truyền thống đồ gốm Campuchia có từ thiên niên kỷ thứ ba TCN. Đồ gốm là một phần thiết yếu trong thương mại giữa Campuchia và các nước láng giềng. 
Ở châu Âu, Musée Guimet ở Paris có một số mảnh gốm Campuchia lịch sử. 
Trung tâm Gốm sứ & Mỹ thuật Khmer ở Siem Reap được thành lập vào năm 2006 để thiết lập lại các kỹ thuật và sản xuất đồ gốm cổ. Bảo tàng Quốc gia Campuchia lưu giữ một bộ sưu tập quan trọng.